# ارون سانچز (بازیکن فوتبال)
ارون سانچز (انگلیسی: Aarón Sánchez؛ زادهٔ ۵ ژوئن ۱۹۹۶) بازیکن فوتبال اهل آندورا است.
از باشگاه‌هایی که در آن بازی کرده‌است می‌توان به اشاره کرد.
وی همچنین در تیم‌های ملی فوتبال Andorra national under-17 football team, Andorra national under-19 football team، زیر ۲۱ سال آندورا، و آندورا بازی کرده‌است.